# Проєвце
Про́євце (мак. Проевце) — село у Північній Македонії, входить до складу общини Куманово Північно-Східного регіону.
Населення — 2311 осіб (перепис 2002) в 617 господарствах.